# Ulf Mossberg
Ulf Bertil Mossberg, född 16 maj 1940 i Annedals församling i Göteborg, är en svensk företagsledare.
Ulf Mossberg är son till rektor Nils Mossberg och tillsynsläraren Vera, ogift Olsson. Han avlade studentexamen 1961, agronomexamen vid Lantbrukshögskolan 1968 och gick IFL-skolan 1971.
Han var undervisningsassistent i ekonomi vid Lantbrukshögskolan 1967–1968, sektionschef vid Sveriges slakteriförbund 1968–1973, marknadsdirektör vid Kungsfoto AB 1974–1976 och anställd vid Nitro Nobel AB 1977–1987. Han var verkställande direktör för Saudi Chemical CO 1977–1980, VD och divisionschef 1980–1984, VD och koncernchef 1985–1987 och VD för Viggo-Spectramed AB i Helsingborg från 1987.
Ulf Mossberg var 1964–1983 gift med Karin Hyldgaard-Jensen (född 1942) och är sedan 1984 gift med Kerstin Andersson (född 1947).